# Layrisse
Layrisse ist eine französische Gemeinde mit 245 Einwohnern (Stand 1. Januar 2022) im Département Hautes-Pyrénées in der Region Okzitanien (vor 2016: Midi-Pyrénées). Die Gemeinde gehört zum Arrondissement Tarbes und zum Kanton Ossun.
Die Einwohner werden Layrissois und Layrissoises genannt.

## Geographie
Layrisse liegt circa elf Kilometer südlich von Tarbes in dessen Einzugsbereich (Aire urbaine) in der historischen Provinz Bigorre.
Umgeben wird Layrisse von den vier Nachbargemeinden:
|          | Bénac                                       |        |
| Orincles | Kompassrose, die auf Nachbargemeinden zeigt | Visker |
|          | Loucrup                                     |        |

## Einwohnerentwicklung

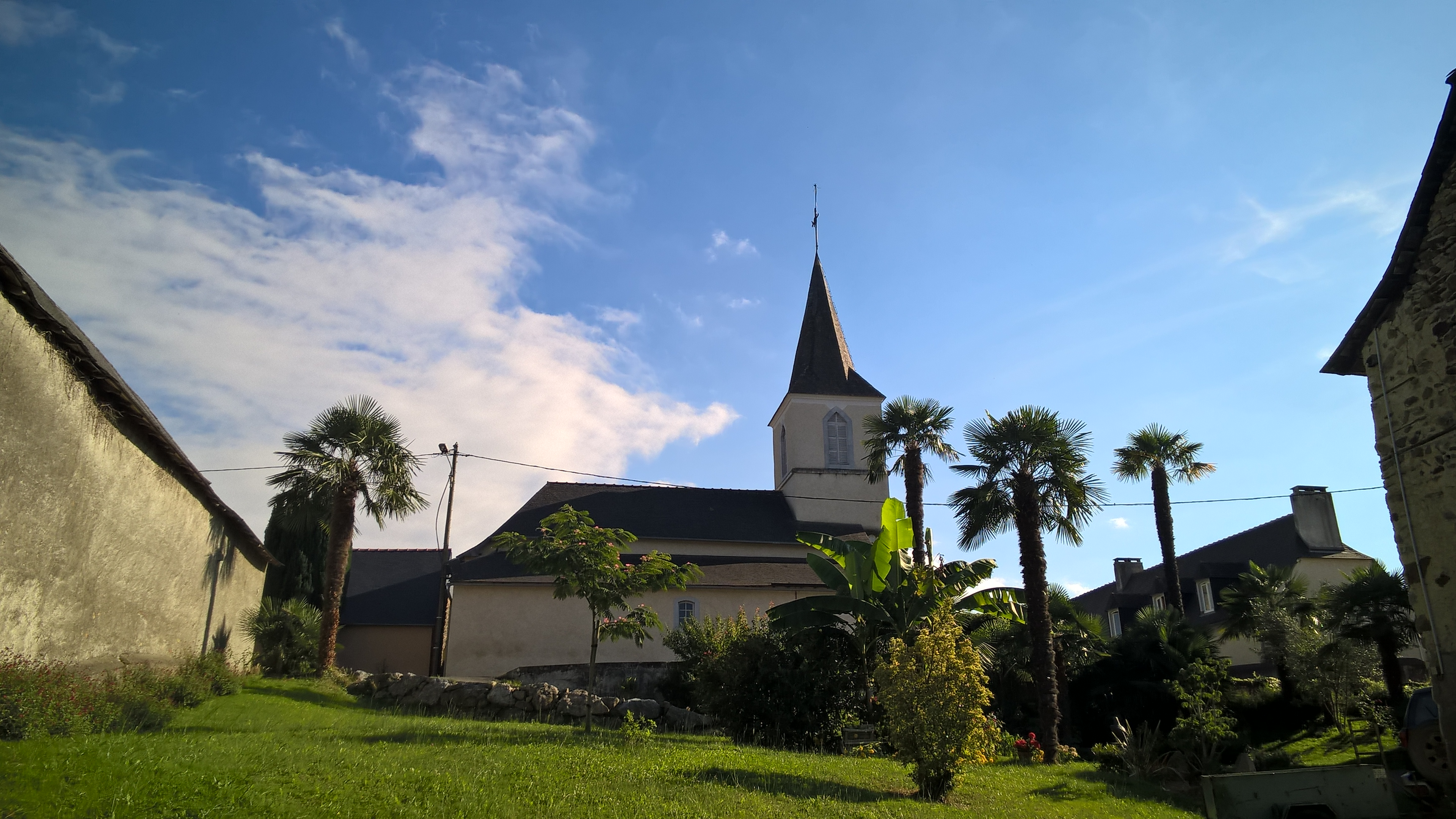
Pfarrkirche Saint-Laurent

Nach Beginn der Aufzeichnungen stieg die Einwohnerzahl bis zur ersten Hälfte des 19. Jahrhunderts auf einen Höchststand von rund 200. In der Folgezeit sank die Größe der Gemeinde bei kurzen Erholungsphasen bis zu den 1960er Jahren auf 90, bevor eine Phase mit zeitweise kräftigem Wachstum einsetzte, die heute noch anhält.
| Jahr      | 1962 | 1968 | 1975 | 1982 | 1990 | 1999 | 2006 | 2011 | 2022 |
| --------- | ---- | ---- | ---- | ---- | ---- | ---- | ---- | ---- | ---- |
| Einwohner | 90   | 105  | 98   | 111  | 140  | 148  | 161  | 184  | 245  |

## Sehenswürdigkeiten
- Pfarrkirche Saint-Laurent
- Pierre du Diable (deutsch Stein des Teufels). Viele Legenden ranken sich um den Megalithen, der sich in der Nähe des Friedhofs befindet.

## Wirtschaft und Infrastruktur

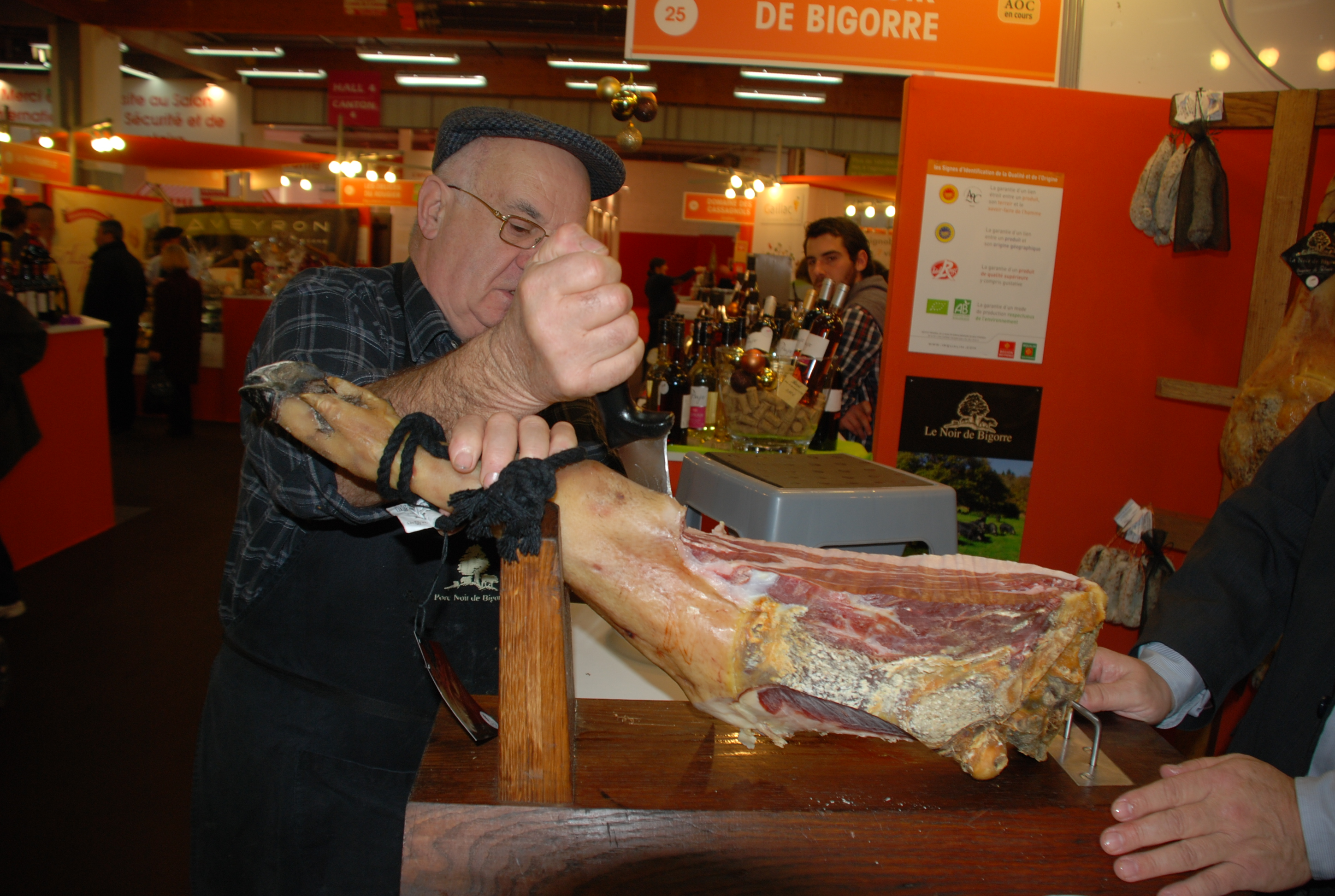
Noir de Bigorre-Schinken

Layrisse liegt in den Zonen AOC der Schweinerasse Porc noir de Bigorre und des Schinkens Jambon noir de Bigorre.

### Bildung
Die Gemeinde verfügt über eine öffentliche Grundschule mit 14 Schülerinnen und Schülern im Schuljahr 2019/2020.

### Verkehr
Layrisse ist erreichbar über die Routes départementales 3 und 203.

## Persönlichkeiten
Rémi Trotereau, geboren am 26. Januar 1956 in Vierzon im Département Cher, ist ein Bildhauer. Seit 1993 lebt und arbeitet er in Layrisse.